# 2017年中国朝鲜族灯光节
42°54′06″N 129°30′12″E / 42.9016°N 129.5034°E

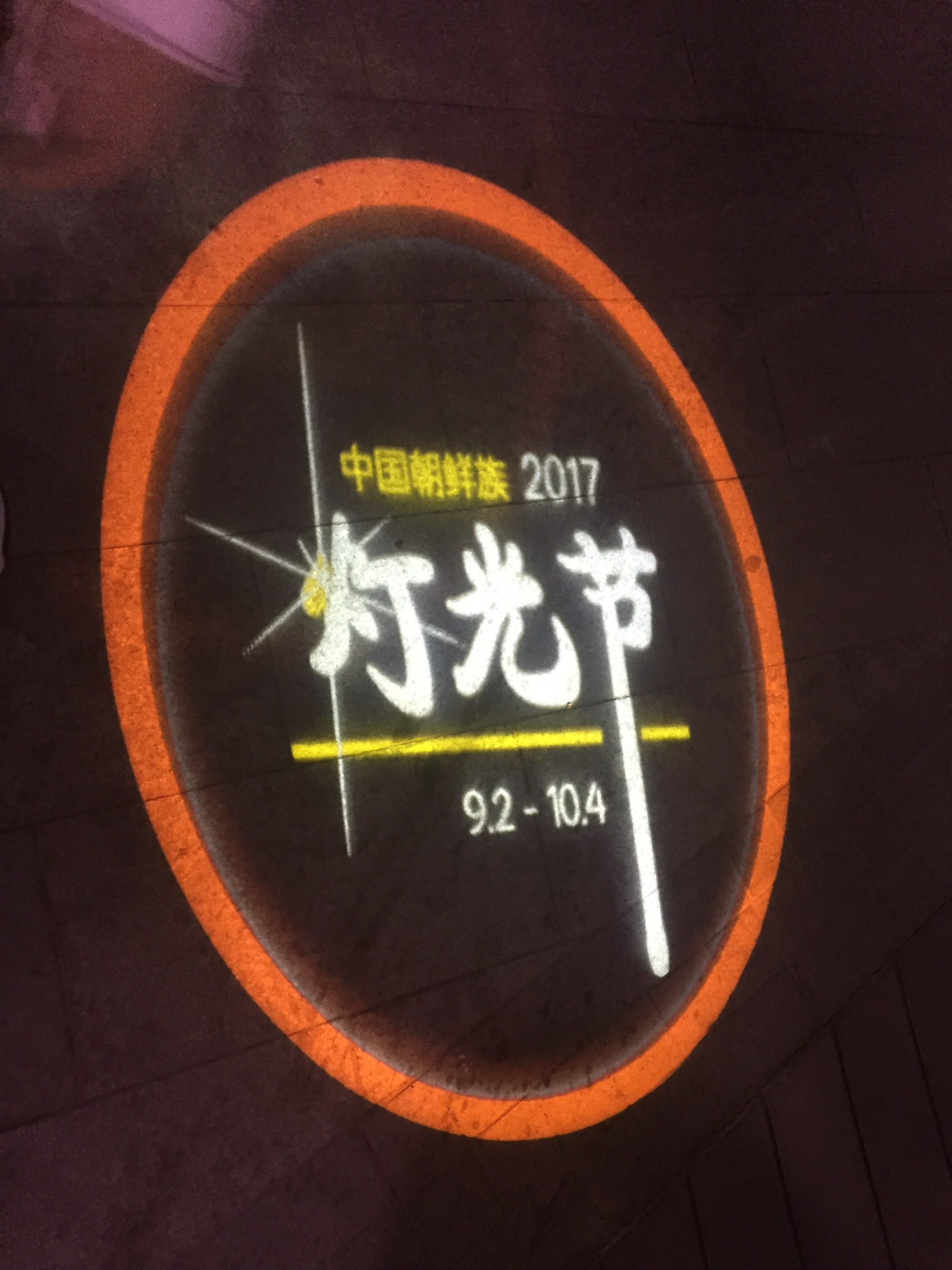
投影至地上的2017年中国朝鲜族灯光节LOGO

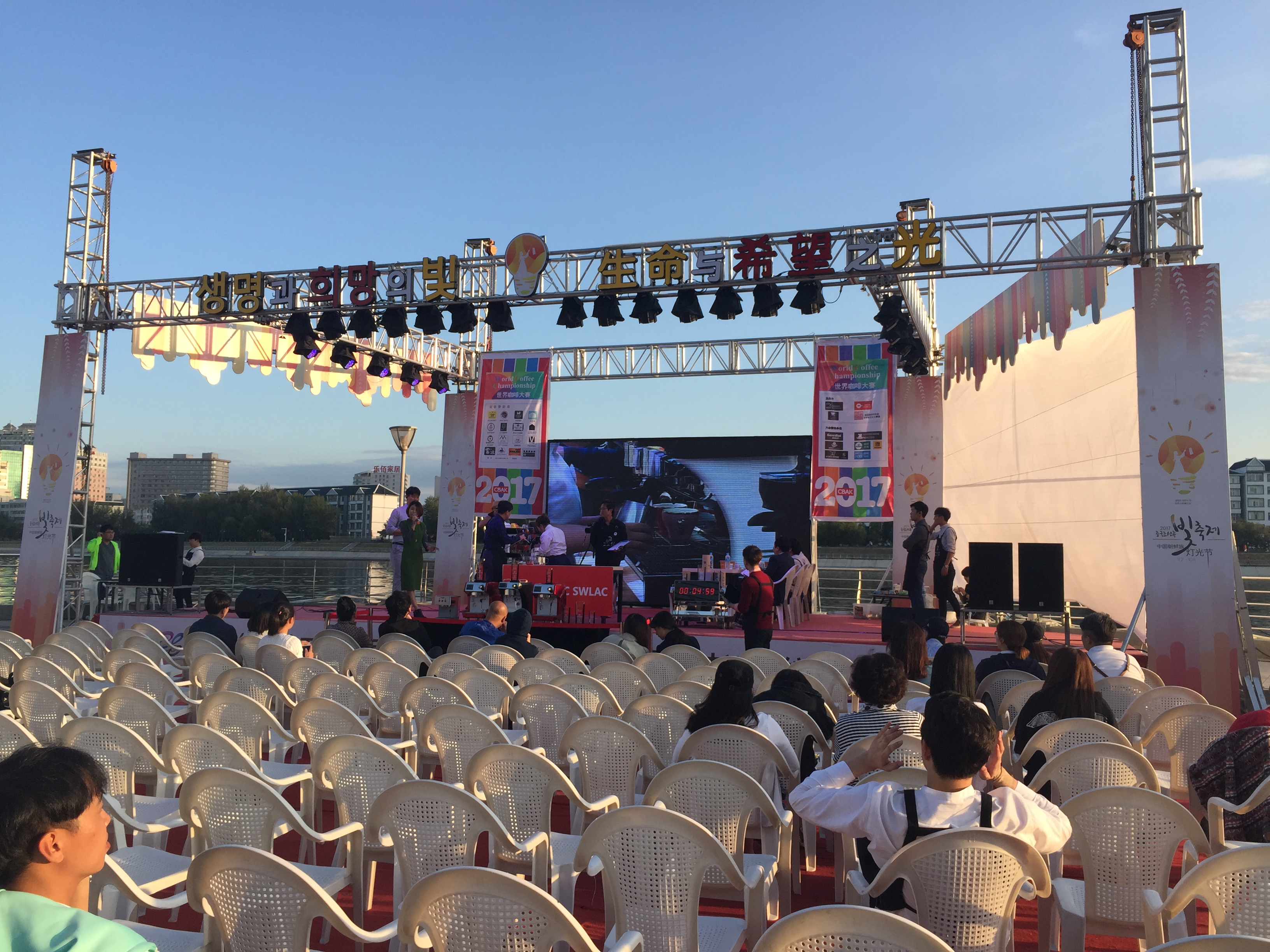
2017年中国朝鲜族灯光节主舞台。图为延边咖啡庆典现场

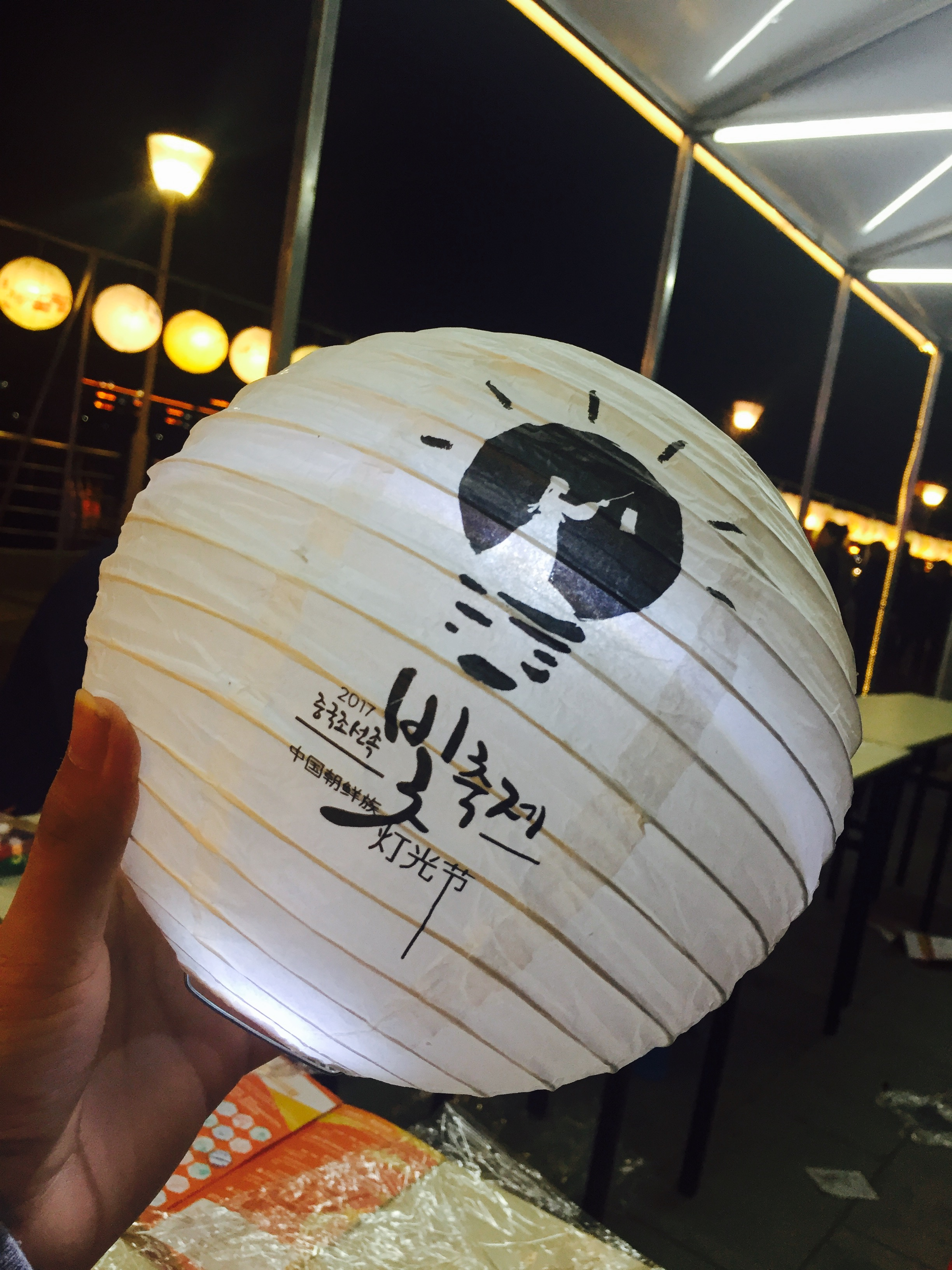
2017年中国朝鲜族灯光节灯笼

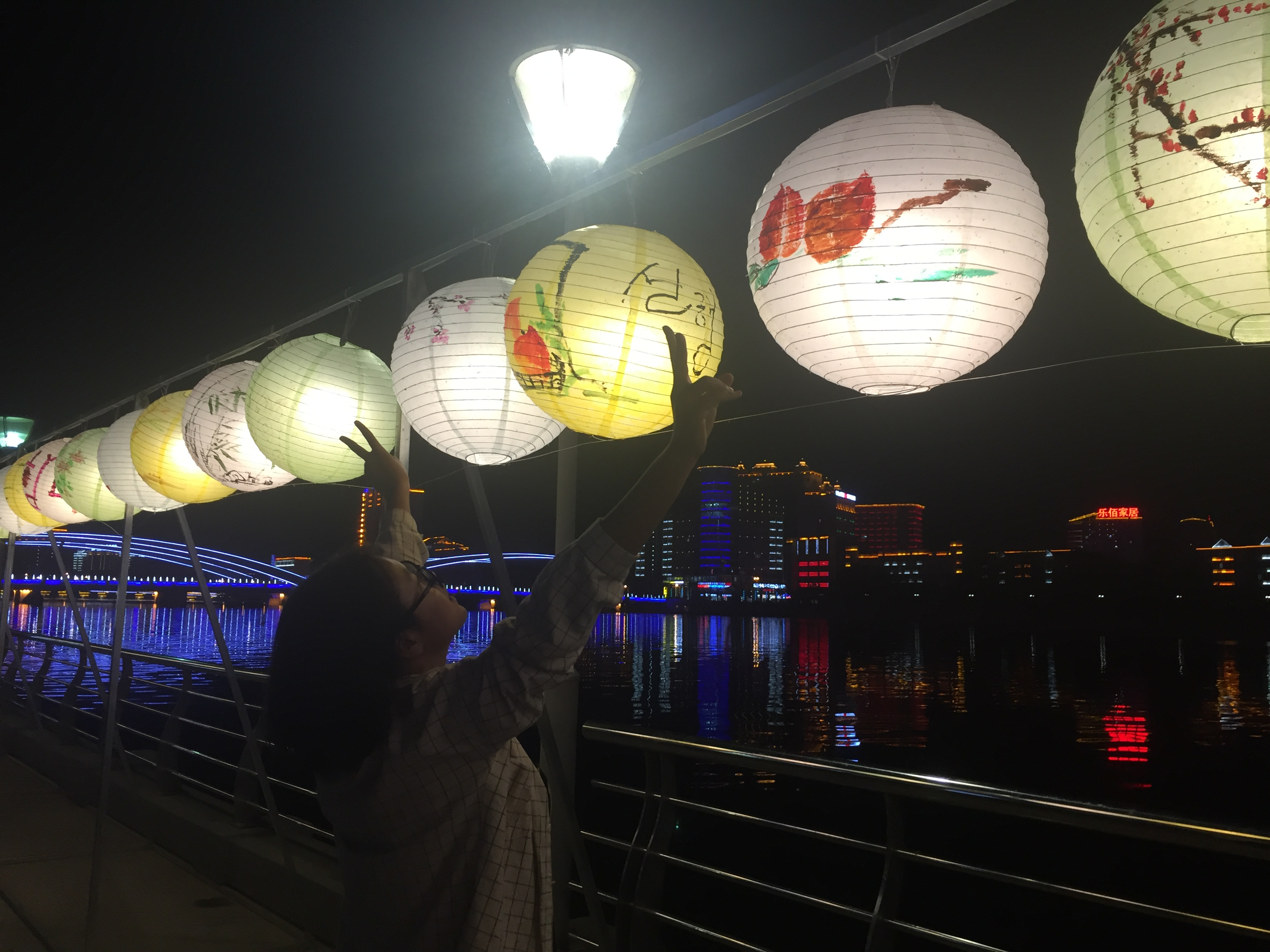
2017年中国朝鲜族灯光节“生命与希望之光”展示区。图为一名少女觀賞自己完成的灯笼

2017年中国朝鲜族灯光节（中国朝鲜语：／），是指2017年9月2日至10月4日为庆祝延边朝鲜族自治州建州65周年、国庆节和中秋节，于中国吉林省延边州延吉市举办的中国朝鲜族灯光庆典。2017年中国朝鲜族灯光节是第一个以中国朝鲜族为主题的灯光庆典，由延边朝鲜族自治州人民政府主办。

## 举办背景
2017年9月3日是延边朝鲜族自治州建州65周年纪念日。为庆祝延边州建州65周年、国庆节和中秋节，延边朝鲜族自治州人民政府、吉林省文化厅、吉林省旅游发展委员会和吉林省民族事务委员会决定共同主办2017年中国朝鲜族灯光节。本次灯光节实际由延边朝鲜族自治州文广新局、延边朝鲜族自治州旅游局、延边朝鲜族自治州民委和延吉市人民政府承办，由延吉碧恩希企划咨询有限公司主要承担策划工作。2017年9月2日，时任延吉市委常委、宣传部部长钟世久宣布2017年中国朝鲜族灯光节正式开幕。

## 象征

### 庆典LOGO
2017年中国朝鲜族灯光节的庆典LOGO共由三部分组成：一为身着韩服的女子、二为发着光的电灯泡、三为象征着中秋节的圆月。

### 主题与标语
2017年中国朝鲜族灯光节的主题为“自豪的中国朝鲜族”（자랑스런 중국조선족）。另设有5个副主题，分别为“中国东北地区的开拓者”、“抗日战争与解放战争的佼佼者”、“辉煌灿烂民族文化的创造者”、“不仅是中国的边防，更是东北亚的中心人”和“走向世界的朝鲜族”。
除上述主题之外，2017年中国朝鲜族灯光节还设有一个标语，即“生命与希望之光！”（생명과 희망의 빛!）。

### 庆典歌曲
2017年中国朝鲜族灯光节的主题曲为《希望（희망）》，由石华作曲、梁松虎作词（朝鲜语）、蔡诗峰翻译至汉语、廉寿元以双语演唱。除此之外，石华还为本次庆典创作了2017年中国朝鲜族灯光节之歌《光芒（밝은 빛이여）》，由黄永贺作词（朝鲜语）、蔡诗峰翻译至汉语、廉寿元和梁艺源以双语演唱。

## 展区
2017年中国朝鲜族灯光节的展区位于布尔哈通河延吉段河坝延新桥至延吉大桥之间，共设有8个分区，自西向东分别为西侧欢迎区、活动区、音乐喷泉区、恐龙探险区、演出区、民俗文化区、灯光体验区和东侧欢迎区，参观者可任选方向自由参观。
| 2017年中国朝鲜族灯光节展区设置一览 | 2017年中国朝鲜族灯光节展区设置一览 | 2017年中国朝鲜族灯光节展区设置一览 | 2017年中国朝鲜族灯光节展区设置一览 | 2017年中国朝鲜族灯光节展区设置一览 | 2017年中国朝鲜族灯光节展区设置一览 | 2017年中国朝鲜族灯光节展区设置一览 | 2017年中国朝鲜族灯光节展区设置一览 |
| 欢迎区（西）                       | 活动区                             | 音乐喷泉区                         | 恐龙探险区                         | 演出区                             | 民俗文化区                         | 灯光体验区                         | 欢迎区（东）                       |
| ---------------------------------- | ---------------------------------- | ---------------------------------- | ---------------------------------- | ---------------------------------- | ---------------------------------- | ---------------------------------- | ---------------------------------- |
| 生命之光树                         | 文化超市                           | 生命与希望之光                     | 龙山恐龙公园                       | 柳树江边舞台                       | LED扇子舞艺术                      | 万花镜                             | 歇山式屋脊瓦门                     |
| 希望之门                           | 韩服体验馆                         | 灯光许愿墙                         | 恐龙照相区                         | 民俗造型作品展                     | 朝鲜族之花                         | 天使之心照相区                     | 生命之光树                         |
| 越过图们江                         | 灯光节体验展                       | 活动本部                           | 灯光许愿墙                         | LED跳板艺术                        | 延边摄影展                         | 灯光节体验展                       | 长白山天池                         |
| 彩旗                               |                                    | 灯光节照相区                       | 朝鲜文文字之光                     | 生命与希望隧道                     | 跳板民俗体验                       | 江边灯展                           |                                    |
| 歇山式屋脊瓦门                     |                                    |                                    |                                    |                                    | 民俗展示馆                         |                                    |                                    |

## 活动
2017年中国朝鲜族灯光节共开设了5个展出活动、3个体验活动、4个灯光节演出活动，另设有朝鲜族灯箱寻章游和延边咖啡庆典等单独活动。

### 展出活动
2017年中国朝鲜族灯光节的展出活动以朝鲜族民俗作品和延边地区风光摄影作品为主，如朝鲜族民俗造型作品展、朝鲜族粘土传统民俗展和“梦的故乡”摄影展。2016年5月，中国科学院专家在延吉市中国朝鲜族民俗园附近发现了一处白垩纪时期恐龙化石群，是目前发现的中国最东部的白垩纪恐龙动物化石群，其保存状态之好是极为罕见的。为宣传延边龙山恐龙公园，本次灯光节特设有恐龙模型展示区，并设一恐龙照相区供参观者拍照留念。除上述展出活动外，沿布尔哈通河畔的区域还设有“生命与希望之光”展示区，展示了由延吉市各街道工作人员亲手制作的500只灯笼。

### 体验活动
2017年中国朝鲜族灯光节的体验活动也以朝鲜族民俗文化为主，开设了朝鲜族韩服体验活动和朝鲜族跳板体验活动。在活动区和灯光体验区还特设有许愿灯制作区，参观者可将心愿写在许愿灯上后挂在展区内。

### 灯光节演出活动
在2017年中国朝鲜族灯光节举办期间，每晚都会举办演出活动。每天18时，朝鲜族民俗团以江边游行、街舞、音乐等各种形式为游客展示朝鲜族风俗。每天18时30分，参观者在提前申请后，可参加金达莱音乐会进行表演。除此之外，延边朝鲜族自治州朝鲜族儿童学会青少年文化艺术团和延吉市中央小学均以朝鲜族传统歌舞等形式进行文化演出。

### 朝鲜族灯箱寻章游
2017年中国朝鲜族灯光节同时还举办了朝鲜族灯箱寻章游活动。该活动收集了朝鲜族文化遗产、历史、人物等33个故事，以灯箱的形式展出在灯光节展区的各个地方。每个灯箱配有一个对应的纪念章，参观者可在庆典运营本部领取灯光节宣传册，扫描各个灯箱的二维码聆听讲解，在宣传册上指定位置盖章留念。具体灯箱设置如下。
| 2017年中国朝鲜族灯光节朝鲜族灯箱寻章游灯箱列表 | 2017年中国朝鲜族灯光节朝鲜族灯箱寻章游灯箱列表 | 2017年中国朝鲜族灯光节朝鲜族灯箱寻章游灯箱列表 |
| 灯箱编号                                       | 主题                                           | 概述                                           |
| ---------------------------------------------- | ---------------------------------------------- | ---------------------------------------------- |
| 1                                              | 烈士纪念碑                                     | 高涨的延边正气                                 |
| 2                                              | 金达莱                                         | 中国朝鲜民族之花                               |
| 3                                              | 阿里郎                                         | 朝鲜民族歌曲                                   |
| 4                                              | 李相荣                                         | 长征四号乙火箭总设计师                         |
| 5                                              | 苹果梨                                         | 象征中国朝鲜族的果实                           |
| 6                                              | 农乐舞                                         | 历史悠久的民族民间艺术                         |
| 7                                              | 姜景山                                         | 神舟四号主任设计师                             |
| 8                                              | 长白山                                         | 东北历史文化圣山                               |
| 9                                              | 象帽舞                                         | 富有代表性的朝鲜族舞蹈                         |
| 10                                             | 李光男                                         | 空军装备部高级工程师                           |
| 11                                             | 长白山人参                                     | “百草之王”                                     |
| 12                                             | 长鼓舞                                         | 国家级非物质文化遗产                           |
| 13                                             | 洪炳镕                                         | 中国机器人行业的创始人                         |
| 14                                             | 延边黄牛                                       | 农民之父                                       |
| 15                                             | 伽倻琴                                         | 最具代表性的朝鲜民族传统乐器                   |
| 16                                             | 金宁一                                         | 著名动物病毒学家                               |
| 17                                             | 朱德海                                         | 延边朝鲜族自治州第一任州长                     |
| 18                                             | 延边歌舞团                                     | 民族艺术之花                                   |
| 19                                             | 郑律成                                         | 中国人民解放军军歌的作曲家                     |
| 20                                             | 郑判龙                                         | 中国朝鲜族的文化巨木                           |
| 21                                             | 民间游戏                                       | 欢快的一幕                                     |
| 22                                             | 抗日遗迹                                       | 高响战胜鼓                                     |
| 23                                             | 金学铁                                         | 最后的分队长                                   |
| 24                                             | 金凤浩                                         | 一曲唱红中国大地的作曲家                       |
| 25                                             | 水田开发                                       | 海兰江畔稻花香                                 |
| 26                                             | 朝鲜语言文字                                   | 大而闪亮的文字                                 |
| 27                                             | 金焰                                           | 中国影帝                                       |
| 28                                             | 延边大学                                       | 最早在少数民族地区建立的高校                   |
| 29                                             | 民族饮食                                       | 可口香味招来万方客                             |
| 30                                             | 石熙满                                         | 中国朝鲜族美术巨匠                             |
| 31                                             | 民族教育                                       | 民族文化的摇篮                                 |
| 32                                             | 延边足球                                       | 以朝鲜族球员为主组成的球队                     |
| 33                                             | 方初善                                         | 首次获国际奖的歌唱家                           |

### 延边咖啡庆典
延吉市作为中国大陆咖啡厅与人口比例最大的城市，2017年中国朝鲜族灯光节特别设立了延边咖啡庆典活动。该活动从2017年9月7日至9月10日在演出区的柳树江边舞台进行。该活动还分设了一项咖啡师大赛，观众既能欣赏拿铁艺术，也能品尝美味的咖啡。